# Tentazione di Cristo (Caroto)
Tentazione di Cristo è un dipinto del pittore veronese Giovan Francesco Caroto, realizzato con la tecnica della pittura a olio su tela, conservato nel museo di Castelvecchio a Verona.